# Zygmunt Podhorski

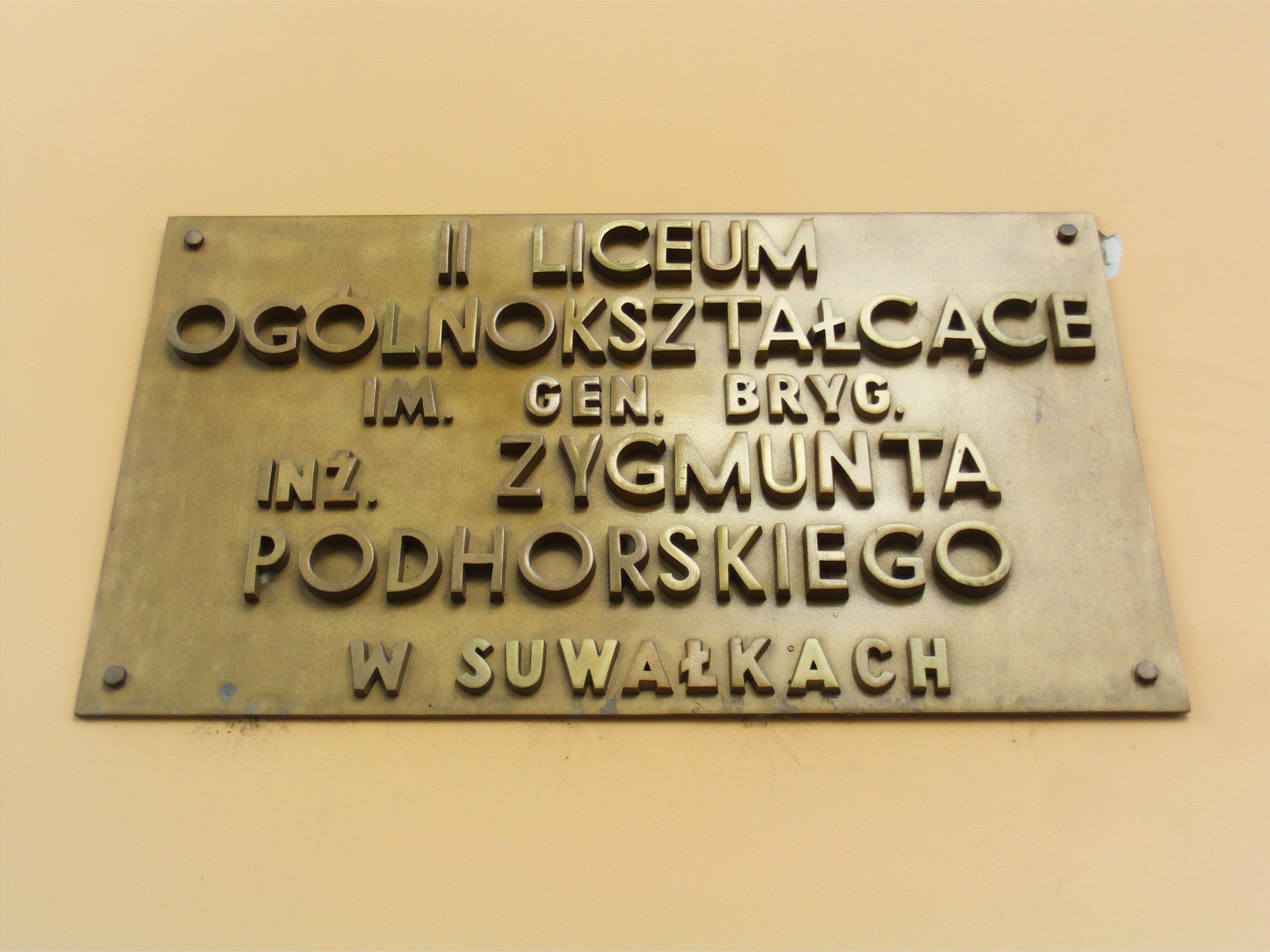
Tablica na II LO w Suwałkach

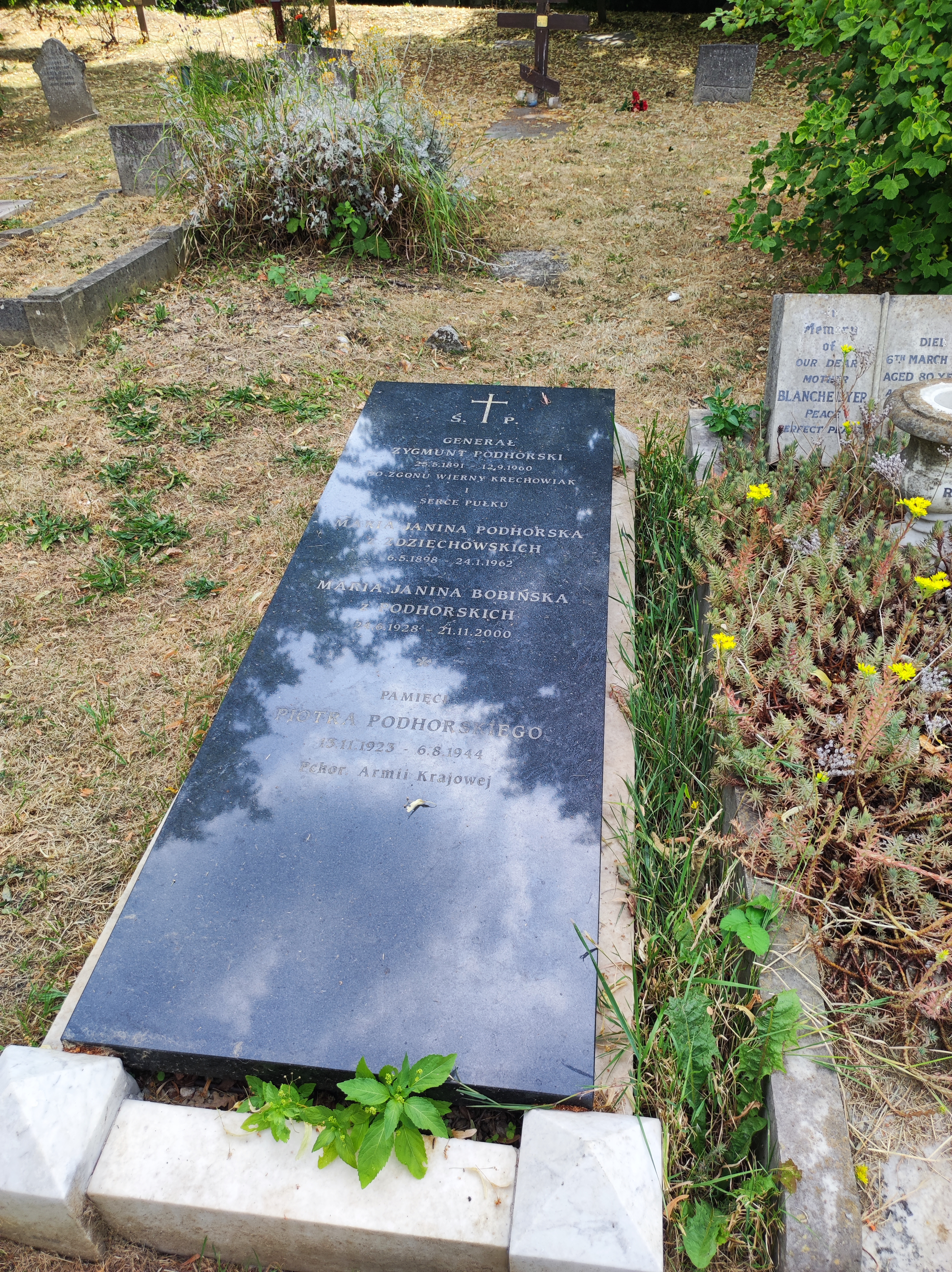
Grób rodziny Podhorskich

Zygmunt Podhorski, ps. „Zaza” (ur. 25 maja 1891 w Popudni, zm. 12 września 1960 w Londynie) – generał brygady Wojska Polskiego i Polskich Sił Zbrojnych.

## Życiorys
Urodził się 25 maja 1891 w majątku Popudnia, w powiecie lipowieckim ówczesnej guberni kijowskiej, w rodzinie Piotra i Klementyny z Lipkowskich. Był młodszym bratem pułkownika kawalerii Włodzimierza Podhorskiego (1884–1941). Pochodził z rodziny wywodzącej się z kniaziów ruskich, osiadłej w Rzeczypospolitej w XVI wieku. 
Uczył się w Warszawie, w 1909 zdał maturę polską, a następnie eksternistycznie rosyjską. Odbył następnie służbę wojskową w rosyjskim 9 Pułku Bugskich Ułanów w Białej Cerkwi. W latach 1911–1913 studiował na Studium Rolniczym UJ w Krakowie. W trakcie studiów, w 1911, został awansowany na chorążego. Pracę dyplomową złożył latem 1914, lecz w obliczu wybuchu wojny opuścił austriacki Kraków, unikając internowania. Dyplom inżyniera rolnika uzyskał dopiero w połowie lat dwudziestych.
Podczas I wojny światowej walczył w kawalerii rosyjskiej. Został dowódcą plutonu w 9 Pułku Bugskich Ułanów, w marcu 1915 awansowany został na korneta (podporucznika). Wyróżnił się podczas szarży przeciw Austriakom pod Krzywoluką 20 października 1915, w której został dwukrotnie ranny. Po leczeniu powrócił w maju 1916 do pułku, w którym walczył do lutego 1917.
Na skutek swoich starań Podhorski uzyskał przydział do polskiego 1 pułku ułanów, gdzie został dowódcą plutonu, a następnie szwadronu. Wyróżnił się podczas szarży pod Krechowcami 24 lipca 1917, za co został odznaczony Oficerskim Krzyżem Św. Jerzego i żołnierskim Krzyżem Św. Jerzego. W sierpniu 1917 awansował na porucznika. Od września 1917 jego Pułk wchodził w skład I Korpusu Polskiego gen. Józefa Dowbora-Muśnickiego. Po rozbrojeniu Korpusu przez Niemców w maju 1918 i jego demobilizacji, Podhorski przebywał w oddziałach polskich na Kubaniu. Czasowo był attaché wojskowym przy polskim przedstawicielstwie w Kijowie. 3 listopada 1918 powrócił do Polski.
Tuż po powrocie Podhorski był jednym z głównych organizatorów odtworzonego 1 pułku ułanów, który uzyskał następnie miano Ułanów Krechowieckich. 11 listopada 1918, dowodząc szwadronem ułanów, zajął koszary przy ul. Koszykowej w Warszawie, rozbrajając żołnierzy niemieckich i uzyskując wyposażenie dla pułku. 6 grudnia 1918 uzyskał awans na rotmistrza oraz został kwatermistrzem 1 pułku ułanów. Pod koniec 1918 uczestniczył w walkach pułku na południowy wschód od Przemyśla, w ramach odsieczy Lwowa. Od kwietnia 1919 dowodził dywizjonem pułku. Podczas wojny polsko-bolszewickiej, w lutym 1920, powierzono mu dowództwo szwadronu zapasowego 1 pułku ułanów w Tarnowie, a w lipcu otrzymał awans na stopień majora. 27 lipca 1920 objął dowodzenie 203 ochotniczego pułku ułanów, z którym uczestniczył w walkach Bitwy Warszawskiej w rejonie Ciechanowa. 9 września 1920 powierzono mu dowództwo 1 pułku ułanów Krechowieckich. Pułkiem tym dowodził do 29 lipca 1927.
Po wojnie Zygmunt Podhorski był jednym z inicjatorów osadnictwa wojskowego na Kresach Wschodnich. 1 grudnia 1924 awansował do stopnia pułkownika ze starszeństwem z dniem 15 sierpnia 1924 i 10. lokatą w korpusie oficerów kawalerii. W 1927 ukończył wyższy kurs oficerski we Francji, po czym mianowano go komendantem Obozu Szkolnego Kawalerii w Grudziądzu, przeorganizowanym 1 kwietnia 1928 na Centrum Wyszkolenia Kawalerii. Uważany jest przez wielu za najwybitniejszego komendanta CWK. Szkołą tą komenderował do lipca 1935. W 1929 został członkiem Oficerskiego Trybunału Orzekającego. Publikował również artykuły poświęcone zagadnieniom organizacji i wyszkolenia kawalerii. W latach 1935–1936 był dowódcą XIII Brygady Kawalerii w Płocku, a następnie Suwalskiej Brygady Kawalerii w Suwałkach. 19 marca 1938 otrzymał awans na generała brygady.
W czasie kampanii wrześniowej 1939 dowodził Suwalską Brygadą Kawalerii, wchodzącą w skład Samodzielnej Grupy Operacyjnej „Narew”. Czasowo, w dniach 9-10 września, sprawował dowództwo SGO „Narew”. W tych dniach Brygada uczestniczyła w ciężkich walkach pod Zambrowem. 11 września objął dowodzenie Grupy Operacyjnej Kawalerii, w skład, której weszła Suwalska BK i Podlaska Brygada Kawalerii. Wyprowadził następnie grupę z okrążenia i przebił się do Puszczy Białowieskiej, gdzie 20 września zreorganizował grupę w Dywizję Kawalerii „Zaza”, nazwaną tak od jego pseudonimu. Dowodząc dywizją usiłował w walkach przebić się na południe, celem połączenia z pozostającymi siłami polskimi. W ostatnich dniach września 1939, podporządkował Dywizję Samodzielnej Grupie Operacyjnej „Polesie”, dowodzonej przez gen. bryg. Franciszka Kleeberga. W składzie SGO „Polesie” wziął udział w ostatnich walkach kampanii wrześniowej, pod Kockiem. Po kapitulacji 6 października 1939, gen. Zygmunt Podhorski dostał się do niewoli niemieckiej. Przez wielu historyków jest oceniany jako jeden z najlepszych polskich dowódców kampanii.
Przebywał początkowo w obozach jenieckich (oflagach) w Königstein, Hohnstein i Johannisbrunn, a następnie od kwietnia 1942 do wyzwolenia 5 kwietnia 1945 w oflagu VIIA Murnau. Wchodził tam w skład kierownictwa konspiracji obozowej (Ruch Oporu), będąc szefem sztabu, wywiadu i kontrwywiadu.
19 czerwca 1945 został wcielony do służby w Polskich Siłach Zbrojnych oraz mianowany zastępcą dowódcy Bazy 2 Korpusu Polskiego we Włoszech. Od 1946 roku pełnił służbę w Polskim Korpusie Przysposobienia i Rozmieszczenia. Był dowódcą 5 Grupy Brygadowej.
Po demobilizacji zamieszkał z rodziną w Londynie. Środki na utrzymanie zdobywał jako pracownik zakładu krawieckiego.
Uczestniczył w emigracyjnej działalności politycznej, będąc w stronnictwie gen. Władysława Andersa, a także działalności społecznej i kombatanckiej. Był przewodniczącym Rady Narodowej Rzeczypospolitej Polskiej. Publikował opracowania historyczno-wojskowe na łamach polskiej prasy emigracyjnej. Zmarł 12 września 1960 w Londynie. Został pochowany na Cmentarzu Brompton w Londynie (sektor P).
Zygmunt Podhorski 13 lutego 1923 roku w kaplicy Przytuliska w Warszawie zawarł związek małżeński z Marią Zdziechowską córką Feliksa i Jadwigi z Lipkowskich. Z tego związku urodził się syn Piotr (13 listopada 1923 roku) i córka Maria (24 czerwca 1928 w Grudziądzu). Piotr Podhorski ps. „Piotr” poległ 6 sierpnia 1944 roku w Warszawie, jako kapral podchorąży Zgrupowania AK „Bartkiewicz” .
Imię generała Zygmunta Podhorskiego nosiła 4 Suwalska Brygada Kawalerii Pancernej. Matką chrzestną sztandaru brygady była córka generała Maria Bobińska z Podhorskich, zmarła 21 listopada 2000 roku w Londynie. Maria była żoną kapitana pilota Zbigniewa Gustawa Bobińskiego (1921–1995), kawalera Virtuti Militari.
W 1991 r. imię Zygmunta Podhorskiego nadano II Liceum Ogólnokształcącemu w Suwałkach.

## Awanse
- chorąży – 1911
- podporucznik – 1915
- porucznik – 1917[2]
- rotmistrz – 6 grudnia 1918
- major – 1920[2]
- pułkownik – 1 grudnia 1924[2]
- generał brygady – 19 marca 1938[2]

## Ordery i odznaczenia
- Krzyż Kawalerski Orderu Wojennego Virtuti Militari (pośmiertnie, 1970)[14]
- Krzyż Złoty Orderu Wojennego Virtuti Militari (1947)[2]
- Krzyż Srebrny Orderu Wojskowego Virtuti Militari nr 2552[2] (1921)[15]
- Krzyż Niepodległości (17 marca 1932)[16]
- Krzyż Oficerski Orderu Odrodzenia Polski (30 kwietnia 1925)[17][18][2]
- Krzyż Walecznych (dwukrotnie)
- Złoty Krzyż Zasługi z Mieczami[2]
- Złoty Krzyż Zasługi (19 marca 1937)[19][2]
- Medal Pamiątkowy za Wojnę 1918–1921[18]
- Medal Dziesięciolecia Odzyskanej Niepodległości[18]
- Odznaka pamiątkowa 1 Pułku Ułanów Krechowieckich[20]
- Komandor Orderu Miecza (Szwecja, 1932)[21][18]
- Komandor Orderu Orła Białego (Jugosławia)[18]
- Kawaler Orderu Legii Honorowej (Francja)[18][2]
- Medal Zwycięstwa (Médaille Interalliée)[18]
- Order Świętego Jerzego (Imperium Rosyjskie)
- Krzyż Świętego Jerzego (Imperium Rosyjskie)